# Neoscaptia caeruleomarginata
Neoscaptia caeruleomarginata är en fjärilsart som beskrevs av Rothschild 1912. Neoscaptia caeruleomarginata ingår i släktet Neoscaptia och familjen björnspinnare. Inga underarter finns listade i Catalogue of Life.